# Alan McIntosh

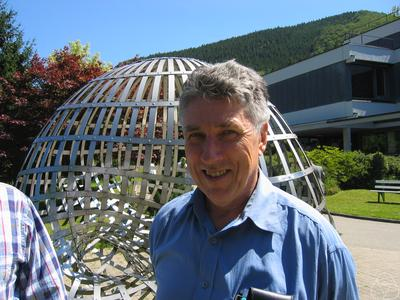
Alan McIntosh, 2004

 Alan Gaius Ramsay McIntosh (* 17. Januar 1942 in Sydney; † 8. August 2016) war ein australischer Mathematiker, der sich mit Analysis befasste (Harmonische Analysis, Partielle Differentialgleichungen). Er war Hochschullehrer an der Australian National University in Canberra.
McIntosh studierte an der University of New England mit dem Bachelor-Abschluss 1962 (als Student erhielt er auch die Universitätsmedaille) und wurde 1966 bei Frantisek Wolf an der University of California, Berkeley, promoviert (Representation of Accretive Bilinear Forms in Hilbert Space by Maximal Accretive Operators). In Berkeley war er auch ein Schüler von Tosio Kato. Als Post-Doktorand war er am Institute for Advanced Study und ab 1967 lehrte er an der Macquarie University und ab 1999 an der Australian National University. 2014 wurde er emeritiert.
McIntosh war an der Lösung der Calderon-Vermutung in der Theorie singulärer Integraloperatoren beteiligt.
2002 löste er mit Pascal Auscher, Michael T. Lacey, Philippe Tchamitchian und Steve Hofmann das seit 1953 offene Kato-Wurzelproblem für elliptische Differentialoperatoren.
Außerdem befasst er sich mit Singulären Integraloperatoren, Randwertproblemen partieller Differentialgleichungen mit Anwendungen (wie Streutheorie der Maxwellgleichung in irregulären Gebieten), Spektraltheorie und Funktionalkalkül von Operatoren in Banachräumen, Analysis mit Cliffordalgebren, Schranken für die Wärmeleitungsgleichung (Heat Kernel) und Funktionalkalkül für elliptische partielle Differentialoperatoren.
1986 wurde er Mitglied der Australian Academy of Science, deren Hannan Medal er 2015 erhielt. 2002 erhielt er die Moyal Medal der Macquarie University.